# Moneta

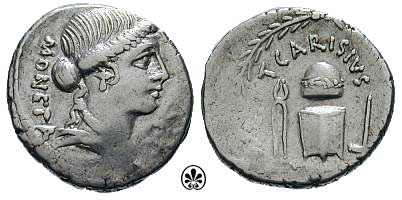
Denário com a efígie de Juno Moneta (esquerda)

Moneta, a Avisadora é um epíteto da deusa Juno, venerada no cimo norte do Capitólio, em Roma. Recebera esse nome porque, quando da invasão dos gauleses, em 390 a.C., os gansos sagrados que se criavam em volta do santuário da deusa deram o alarme com os seus grasnidos, enquanto o inimigo tentava tomar de surpresa a colina num ataque noturno. O Templo de Juno Moneta erguia-se no local onde ficava a casa de Marco Mânlio Capitolino, que fora destruída depois da condenação à morte do seu proprietário, suspeito de aspirar à monarquia.
Era nesse templo que se cunhava a moeda. Contava-se que, durante a guerra contra Pirro, temendo que o dinheiro lhes viesse a faltar, os Romanos pediram conselho a Juno. A deusa respondeu-lhes que jamais teriam falta de dinheiro se orientassem as suas guerras com justiça. Como agradecimento por esse conselho, decidiu-se que a cunhagem da moeda se faria sob os auspícios da deusa.

## Mnemósine
Moneta é também o nome latino da titânia Mnemósine. Assim a chamam Lívio Andrônico e, séculos mais tarde, o poeta inglês John Keats, em The Fall of Hyperion (1817).